# Luca Engstler
Luca Engstler (Wiggensbach, 2000. március 8. –) német autóversenyző. 
Pályafutása első szakaszában édesapja, Franz Engstler által üzemeltetett Team Engstler színeiben szerepelt TCR túraautós szakágakban. 2018-ban megnyerte a közel-keleti TCR bajnokságot, a TCR Ázsia-kupát és szintén ebben az évben ezüstérmesként zárta a német ADAC TCR bajnokságot. Utóbbi szériában 2021-ben diadalmaskodott. 
2022-re az Audi GT3-as programjának tagja lett, majd 2025 februárjában átigazolt a Lamborghinihez.

## Eredményei

### Teljes Közel-keleti TCR-bajnokság eredménysorozata
| Év   | Csapat                   | Autó                    | 1   | 1   | 2   | 2   | 3   | 3   | Helyezés | Pont |
| ---- | ------------------------ | ----------------------- | --- | --- | --- | --- | --- | --- | -------- | ---- |
| 2017 | Liqui Moly Team Engstler | Volkswagen Golf GTi TCR | DUB | DUB | ABU | ABU | BHR | BHR | 3.       | 79   |
| 2017 | Liqui Moly Team Engstler | Volkswagen Golf GTi TCR | 1   | 6   | 6   | 3   | 3   | Ki  | 3.       | 79   |
| 2018 | Liqui Moly Team Engstler | Volkswagen Golf GTi TCR | DUB | DUB | ABU | ABU | BHR | BHR | 1.       | 119  |
| 2018 | Liqui Moly Team Engstler | Volkswagen Golf GTi TCR | 3   | 1   | 1   | 3   | 1   | T   | 1.       | 119  |

### Teljes ADAC német TCR-bajnokság eredménysorozata
| Év   | Csapat                   | Autó                    | 1    | 1    | 2   | 2   | 3   | 3   | 4    | 4    | 5   | 5   | 6    | 6    | 7   | 7   | Helyezés | Pont |
| 2017 | Liqui Moly Team Engstler | Volkswagen Golf GTi TCR | OSC  | OSC  | RBR | RBR | OSC | OSC | ZAN  | ZAN  | NÜR | NÜR | SAC  | SAC  | HOC | HOC | 12.      | 175  |
| ---- | ------------------------ | ----------------------- | ---- | ---- | --- | --- | --- | --- | ---- | ---- | --- | --- | ---- | ---- | --- | --- | -------- | ---- |
| 2017 | Liqui Moly Team Engstler | Volkswagen Golf GTi TCR | 17   | 16   | Ki  | 34  | 3   | 3   | 16   | 9    | 15  | 11  | 19   | 6    | 5   | 20  | 12.      | 175  |
| 2018 | Liqui Moly Team Engstler | Volkswagen Golf GTi TCR | OSC  | OSC  | MOS | MOS | RBR | RBR | NÜR  | NÜR  | ZAN | ZAN | SAC  | SAC  | HOC | HOC | 2.       | 414  |
| 2018 | Liqui Moly Team Engstler | Volkswagen Golf GTi TCR | 3    | 4    | 6   | 3   | 7   | 4   |      |      |     |     |      |      |     |     | 2.       | 414  |
| 2018 | Hyundai Team Engstler    | Hyundai i30 N TCR       |      |      |     |     |     |     | 9    | 6    | 5   | 1   | 1    | 1    | 3   | 4   | 2.       | 414  |
| 2020 | Hyundai Team Engstler    | Hyundai i30 N TCR       | LAU1 | LAU1 | NÜR | NÜR | HOC | HOC | SAC  | SAC  | RBR | RBR | LAU2 | LAU2 | OSC | OSC | HN‡      | 0‡   |
| 2020 | Hyundai Team Engstler    | Hyundai i30 N TCR       |      |      |     |     |     |     |      |      |     |     |      |      | Ki  | Ki  | HN‡      | 0‡   |
| 2021 | Hyundai Team Engstler    | Hyundai i30 N TCR       | OSC  | OSC  | RBR | RBR | LAU | LAU | HOC1 | HOC1 | SAC | SAC | HOC2 | HOC2 | NÜR | NÜR | 1.       | 337  |
| 2021 | Hyundai Team Engstler    | Hyundai i30 N TCR       | 12   | 1    | 2   | 3   | 1   | 1   | 2    | 1    | 16  | 2   | 1    | 4    |     |     | 1.       | 337  |

‡ Mivel szabadkártyás versenyző volt, ezért nem részesült pontokban.

### Teljes TCR Ázsia-kupa eredménysorozata
| Év   | Csapat                   | Autó                    | 1   | 1   | 2   | 2   | 3   | 3   | 4   | 4   | 5   | 5   | Helyezés | Pont |
| ---- | ------------------------ | ----------------------- | --- | --- | --- | --- | --- | --- | --- | --- | --- | --- | -------- | ---- |
| 2018 | Liqui Moly Team Engstler | Volkswagen Golf GTi TCR | SEP | SEP | CHA | CHA | BAN | BAN | KOR | KOR | SHA | SHA | 1.       | 197  |
| 2018 | Liqui Moly Team Engstler | Volkswagen Golf GTi TCR | 1   | 3   | Ki  | 2   | 6   | Ki  | 2   | 1   | 1   | 1   | 1.       | 197  |
| 2019 | Liqui Moly Team Engstler | Hyundai i30N TCR        | SEP | SEP | ZHU | ZHU | SHA | SHA | ZHE | ZHE | BAN | BAN | 1.       | 221  |
| 2019 | Liqui Moly Team Engstler | Hyundai i30N TCR        | 1   | Ki  | 1   | 1   | 2   | 1   | 1   | 3   | 2   | 3   | 1.       | 221  |

### Teljes Maláj TCR-bajnokság eredménysorozata
| Év   | Csapat                   | Autó             | 1   | 1   | 2   | 2   | 3   | 3   | Helyezés | Pont  |
| ---- | ------------------------ | ---------------- | --- | --- | --- | --- | --- | --- | -------- | ----- |
| 2019 | Liqui Moly Team Engstler | Hyundai i30N TCR | SEP | SEP | SEP | SEP | SEP | SEP | 1.       | 142,5 |
| 2019 | Liqui Moly Team Engstler | Hyundai i30N TCR | 1   | 1   | 1   | 1   | 2   | 1   | 1.       | 142,5 |
| 2020 | Liqui Moly Team Engstler | Hyundai i30N TCR | SEP | SEP | SEP | SEP | SEP | SEP | 1.       | 121   |
| 2020 | Liqui Moly Team Engstler | Hyundai i30N TCR | 1   | 7   | 1   | Ki  | 1   | 1   | 1.       | 121   |

### Teljes TCR Európa-kupa eredménysorozata
| 18 | 12 | 2 | 7 | 9 | 7 | 5 | 1 | Ki | 7 | Ki | 11 | 31† | 12 |

† A versenyt nem fejezte be, de helyezését értékelték, mert a versenytáv több, mint 75%-át teljesítette.

### Teljes WTCR-es eredménysorozata
| Év   | Csapat                                    | Autó                  | 1   | 1   | 1   | 2   | 2   | 2   | 3   | 3   | 3   | 4   | 4   | 4   | 5   | 5   | 5   | 6   | 6   | 6   | 7   | 7   | 7   | 8   | 8   | 8   | 9   | 9   | 9   | 10  | 10  | 10  | Helyezés | Pont |
| 2019 | Hyundai Team Engstler                     | Hyundai i30N TCR      | MAR | MAR | MAR | HUN | HUN | HUN | SVK | SVK | SVK | NED | NED | NED | GER | GER | GER | POR | POR | POR | CHN | CHN | CHN | JPN | JPN | JPN | MAC | MAC | MAC | MAL | MAL | MAL | HN‡      | 0‡   |
| ---- | ----------------------------------------- | --------------------- | --- | --- | --- | --- | --- | --- | --- | --- | --- | --- | --- | --- | --- | --- | --- | --- | --- | --- | --- | --- | --- | --- | --- | --- | --- | --- | --- | --- | --- | --- | -------- | ---- |
| 2019 | Hyundai Team Engstler                     | Hyundai i30N TCR      |     |     |     |     |     |     | 10  | Ki  | 10  |     |     |     |     |     |     |     |     |     |     |     |     |     |     |     |     |     |     |     |     |     | HN‡      | 0‡   |
| 2019 | BRC Hyundai N Lukoil Racing Team          | Hyundai i30N TCR      |     |     |     |     |     |     |     |     |     |     |     |     |     |     |     |     |     |     |     |     |     |     |     |     | 16  | Ki  | 14  |     |     |     | 28.      | 2    |
|      |                                           |                       | 1   | 1   | 2   | 2   | 3   | 3   | 3   | 4   | 4   | 4   | 5   | 5   | 5   | 6   | 6   | 6   |     |     |     |     |     |     |     |     |     |     |     |     |     |     |          |      |
| 2020 | Engstler Hyundai N Liqui Moly Racing Team | Hyundai i30 N TCR     | BEL | BEL | GER | GER | SVK | SVK | SVK | HUN | HUN | HUN | ESP | ESP | ESP | ARA | ARA | ARA |     |     |     |     |     |     |     |     |     |     |     |     |     |     | 16.      | 59   |
| 2020 | Engstler Hyundai N Liqui Moly Racing Team | Hyundai i30 N TCR     | 12  | 10  | Vi  | Vi  | Hn  | 10  | 9   | 8   | Ki  | 16  | 8   | 9   | Ki  | 13  | 11  | 14  |     |     |     |     |     |     |     |     |     |     |     |     |     |     | 16.      | 59   |
|      |                                           |                       | 1   | 1   | 2   | 2   | 3   | 3   | 4   | 4   | 5   | 5   | 6   | 6   | 7   | 7   | 8   | 8   |     |     |     |     |     |     |     |     |     |     |     |     |     |     |          |      |
| 2021 | Engstler Hyundai N Liqui Moly Racing Team | Hyundai Elantra N TCR | GER | GER | POR | POR | ESP | ESP | HUN | HUN | CZE | CZE | FRA | FRA | ITA | ITA | RUS | RUS |     |     |     |     |     |     |     |     |     |     |     |     |     |     | 15.      | 86   |
| 2021 | Engstler Hyundai N Liqui Moly Racing Team | Hyundai Elantra N TCR | 17  | 24  | 12  | Ki  | 13  | 8   | 11  | 15  | 12  | 7   | 9   | 11  | 15  | 10  | 13  | 10  |     |     |     |     |     |     |     |     |     |     |     |     |     |     | 15.      | 86   |

† A versenyt nem fejezte be, de helyezését értékelték, mert a versenytáv több, mint 75%-át teljesítette.
‡ Mivel szabadkártyás versenyző volt, ezért nem részesült pontokban.

### Teljes ADAC GT Masters eredménysorozata
| Év   | Csapat          | Autó               | 1        | 2     | 3       | 4        | 5        | 6        | 7       | 8        | 9       | 10      | 11      | 12       | 13       | 14       | Helyezés | Pont |
| ---- | --------------- | ------------------ | -------- | ----- | ------- | -------- | -------- | -------- | ------- | -------- | ------- | ------- | ------- | -------- | -------- | -------- | -------- | ---- |
| 2022 | Rutronik Racing | Audi R8 LMS Evo II | OSC 1 10 | OSC 2 | RBR 1 9 | RBR 2 10 | ZAN 1 10 | ZAN 2 18 | NÜR 1 4 | NÜR 2 12 | LAU 1 4 | LAU 2 7 | SAC 1 6 | SAC 2 Ki | HOC 1 13 | HOC 2 Ki | 14.      | 104  |

### Teljes DTM eredménylistája
(Táblázat értelmezése)

(Félkövér: pole-pozícióból indult; dőlt: leggyorsabb kört futott) 

| Év   | Csapat                      | Autó                          | 1        | 2         | 3        | 4        | 5        | 6        | 7        | 8        | 9         | 10       | 11       | 12       | 13       | 14       | 15       | 16       | Helyezés | Pont |
| ---- | --------------------------- | ----------------------------- | -------- | --------- | -------- | -------- | -------- | -------- | -------- | -------- | --------- | -------- | -------- | -------- | -------- | -------- | -------- | -------- | -------- | ---- |
| 2023 | Liqui Moly Team Engstler    | Audi R8 LMS Evo II            | OSC 1 17 | OSC 2 Kiz | ZAN 1 14 | ZAN 2 14 | NOR 1 Ki | NOR 2 19 | NÜR 1 Ki | NÜR 2 7  | LAU 1 Kiz | LAU 2 15 | SAC 1 19 | SAC 2 Ki | RBR 1 12 | RBR 2 Ki | HOC 1 Ki | HOC 2 22 | 24.      | 18   |
| 2024 | GRT Grasser Racing Team     | Lamborghini Huracán GT3 Evo 2 | OSC 1 11 | OSC 2 1   | LAU 1 14 | LAU 2 5  | ZAN 1 Ki | ZAN 2 12 | NOR 1 3  | NOR 2 19 | NÜR 1 18  | NÜR 2 15 | SAC 1 Ki | SAC 2 Ki | RBR 1 18 | RBR 2 Ki | HOC 1 15 | HOC 2 1  | 14.      | 92   |
| 2025 | TGI Team Lamborghini by GRT | Lamborghini Huracán GT3 Evo 2 | OSC 1    | OSC 2     | LAU 1    | LAU 2    | ZAN 1    | ZAN 2    | NOR 1    | NOR 2    | NÜR 1     | NÜR 2    | SAC 1    | SAC 2    | RBR 1    | RBR 2    | HOC 1    | HOC 2    | HN*      | 0*   |

* A szezon jelenleg is zajlik.

### Teljes GT Európa Sprint kupa eredménysorozata
| Év   | Csapat                               | Autó                          | Osztály | 1       | 2        | 3        | 4        | 5       | 6        | 7        | 8        | 9       | 10       | Helyezés | Pont  |
| ---- | ------------------------------------ | ----------------------------- | ------- | ------- | -------- | -------- | -------- | ------- | -------- | -------- | -------- | ------- | -------- | -------- | ----- |
| 2024 | Liqui Moly Team Engstler by OneGroup | Audi R8 LMS Evo II            | Gold    | BRH 1 7 | BRH 2 10 | MIS 1 21 | MIS 2 15 |         |          | MAG 1 13 | MAG 2 19 | CAT 1 7 | CAT 2 10 | 1.       | 119.5 |
| 2024 | Liqui Moly Team Engstler by OneGroup | Lamborghini Huracán GT3 Evo 2 | Gold    |         |          |          |          | HOC 1 6 | HOC 2 13 |          |          |         |          | 1.       | 119.5 |
| 2025 | GRT - Grasser Racing Team            | Lamborghini Huracán GT3 Evo 2 | Pro     | BRH 1   | BRH 2    | ZAN 1    | ZAN 2    | MIS 1   | MIS 2    | MAG 1    | MAG 2    | VAL 1   | VAL 2    | HN*      | 0*    |

* A szezon jelenleg is zajlik.